# 联合包裹服务航空
联合包裹服务航空公司（UPS Airlines）是一家美国的货运航空公司，隶属于联合包裹服务公司（UPS）（：UPS），其总部位于肯塔基州的路易维尔，并以路易维尔国际机场作为基地。独立飞行员协会作为公司飞行员的工会组织，代表着所有飞行员的权益。

## 目的地
UPS航空公司拥有800多个航点，覆盖220多个国家或地区。

## 机队
截至2024年11月，UPS航空公司共有291架飛機。其机队如下：
| 机型               | 数量 | 已订购 | 备注                                                               |
| ------------------ | ---- | ------ | ------------------------------------------------------------------ |
| 空中巴士A300-600RF | 52   | —      | N162UP於2024年10月31日發生機尾擦地意外，現停場。                   |
| 波音747-400BCF     | 2    | —      |                                                                    |
| 波音747-400F       | 11   | —      |                                                                    |
| 波音747-8F         | 30   | —      | 波音747-8F的最大用戶 N634UP，N635UP為二手機，前卡達航空貨機。      |
| 波音757-200PF      | 75   | —      | 起始用戶                                                           |
| 波音767-300ER/BCF  | 10   | —      |                                                                    |
| 波音767-300ER/BDSF | 10   | —      |                                                                    |
| 波音767-300F       | 82   | 17     | 首批19架於2023年開始交付，第二批8架於2025年開始交付。 起始用戶     |
| 麥道MD-11F         | 28   | —      | 開始逐步退役，2024年退役9架較老舊的MD-11，預計以新訂購的767F替代。 |
| 總數               | 291  | 17     |                                                                    |

UPS航空公司已经订购了10架空中客车A380货机，并且拥有另外10架的选购权。作为交易的一部分，公司将原先承诺的90架空中客车A300货机的订单减少到53架。但是在2007年3月，UPS取消了A380F订单。同时UPS还订购了8架波音747-400货机来加强其主要繁忙航线的运量，例如欧洲、亚洲及北美洲的航线。这批飞机于2007年6月交付并在2008年投入运营。此外，2007年2月，UPS航空公司还下达了一份额外27架波音767-300货机的订单，预计将在2012年交付使用。
2016年10月，UPS下了14架747-8F的定單，預計2017~2022年間交機。
2021年12月，UPS下了19架767-300F的訂單，預計2023~2025年交機。
2022年8月，UPS下了8架新的767-300F訂單，預計2025年開始交機。至此UPS預計將擁有並運行多達108架767-300型貨機。
2024年2月接收首架二手747-8F貨機，編號為N634UP，３月接收第二架N635UP，兩架接來自卡達退役的747-8F。
绝大部分UPS航空公司的航班都经停位于路易维尔国际机场的UPS世界港。

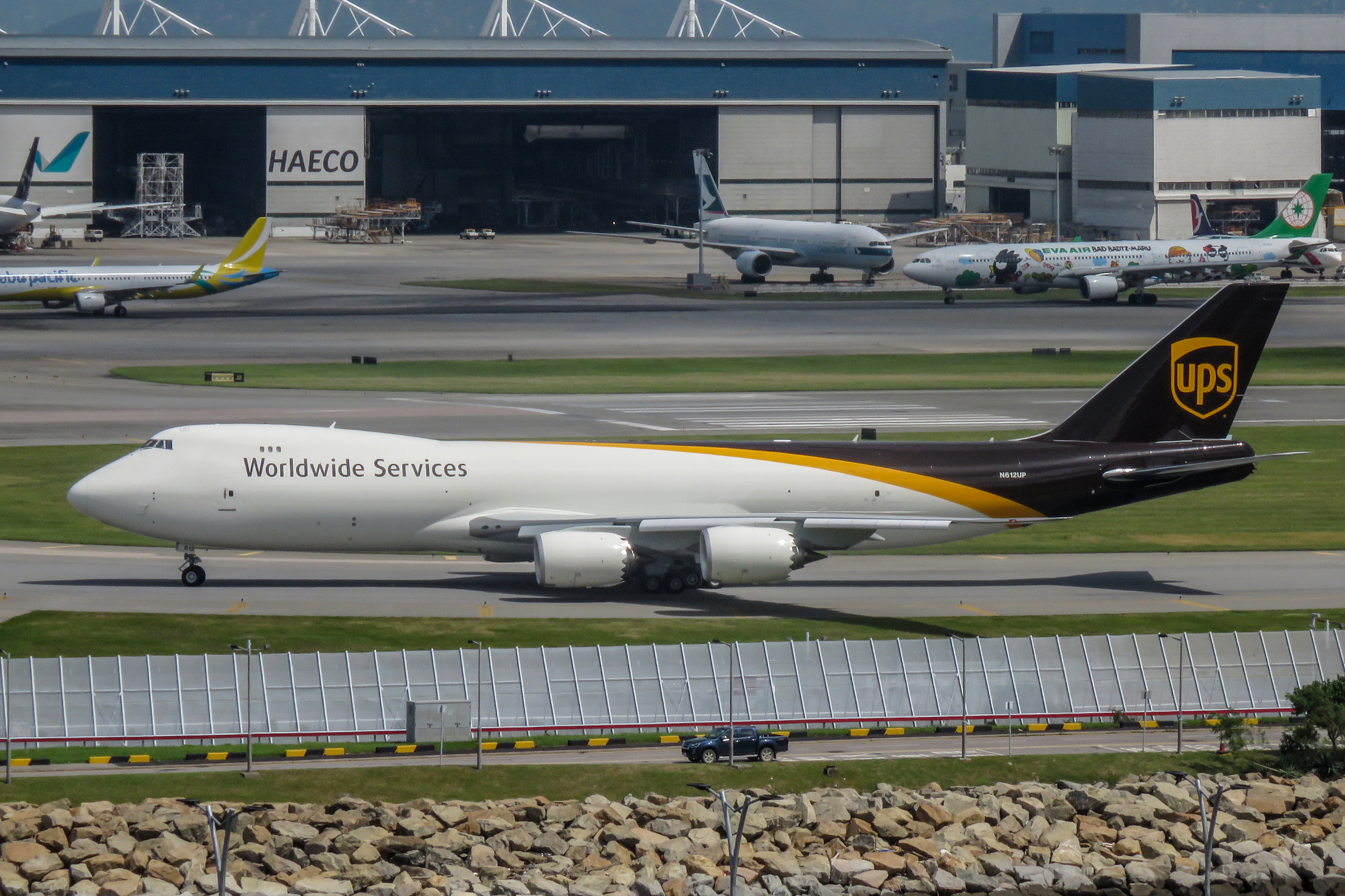
波音747-8F在香港國際機場
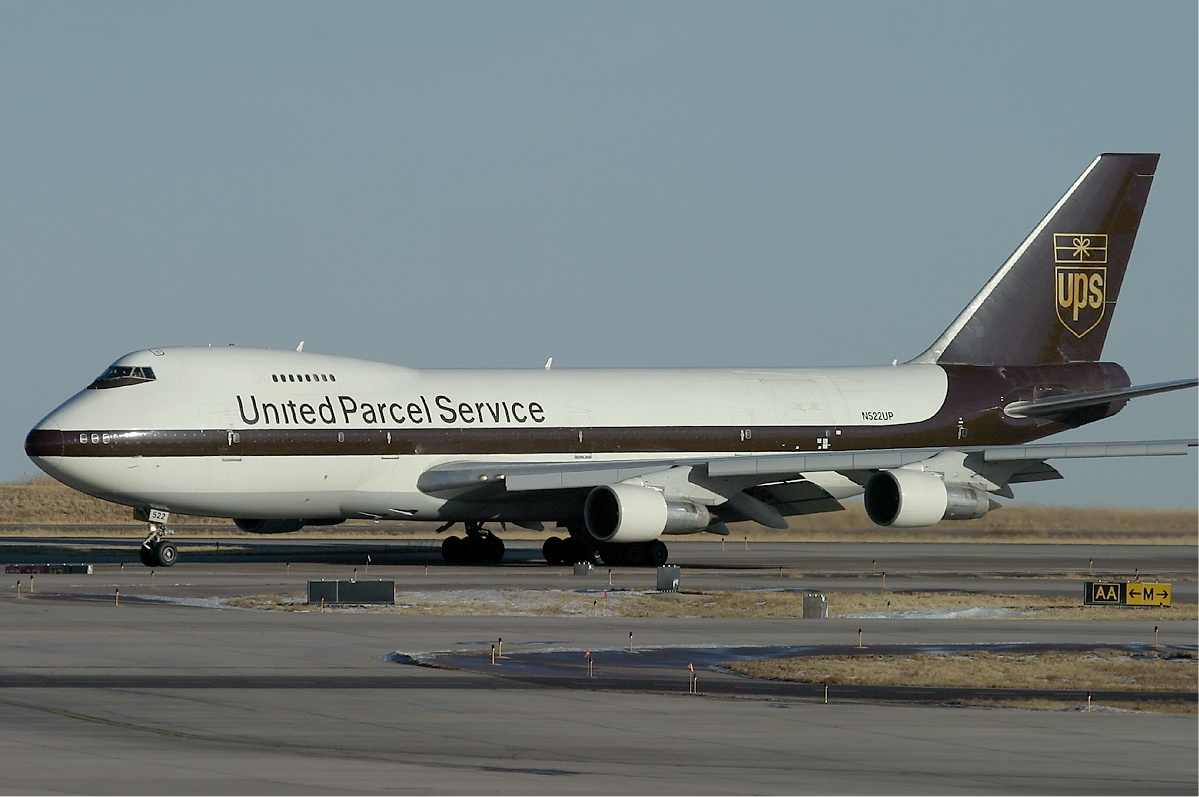
波音747-200C滑行于丹佛国际机场，拍摄于2003年
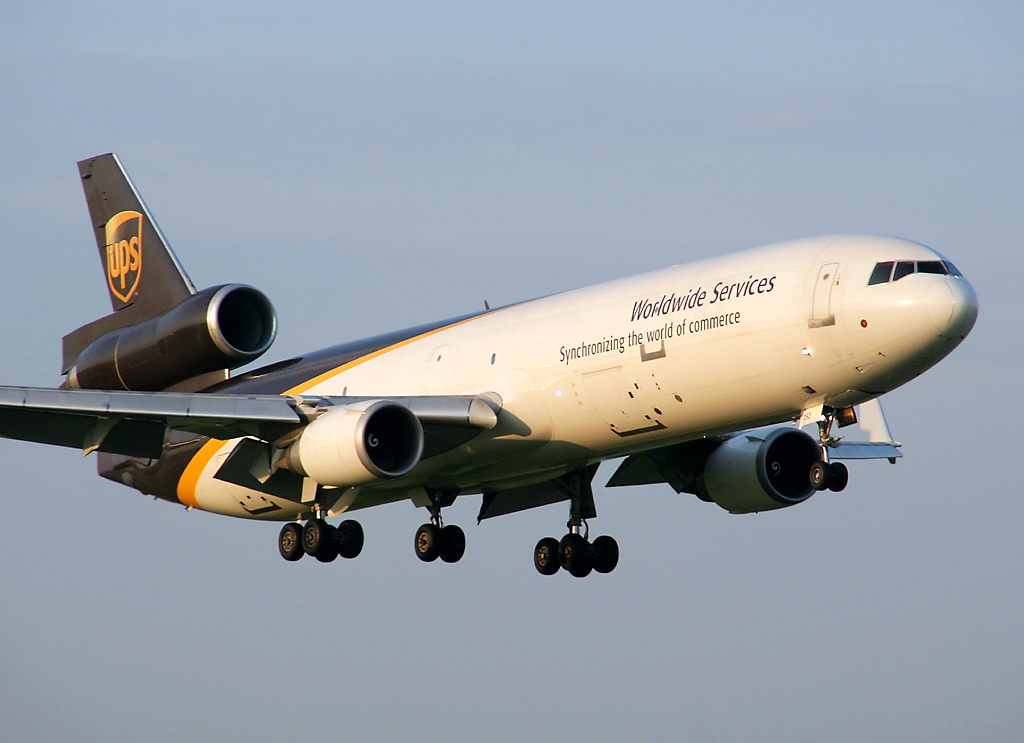
麦道MD-11F
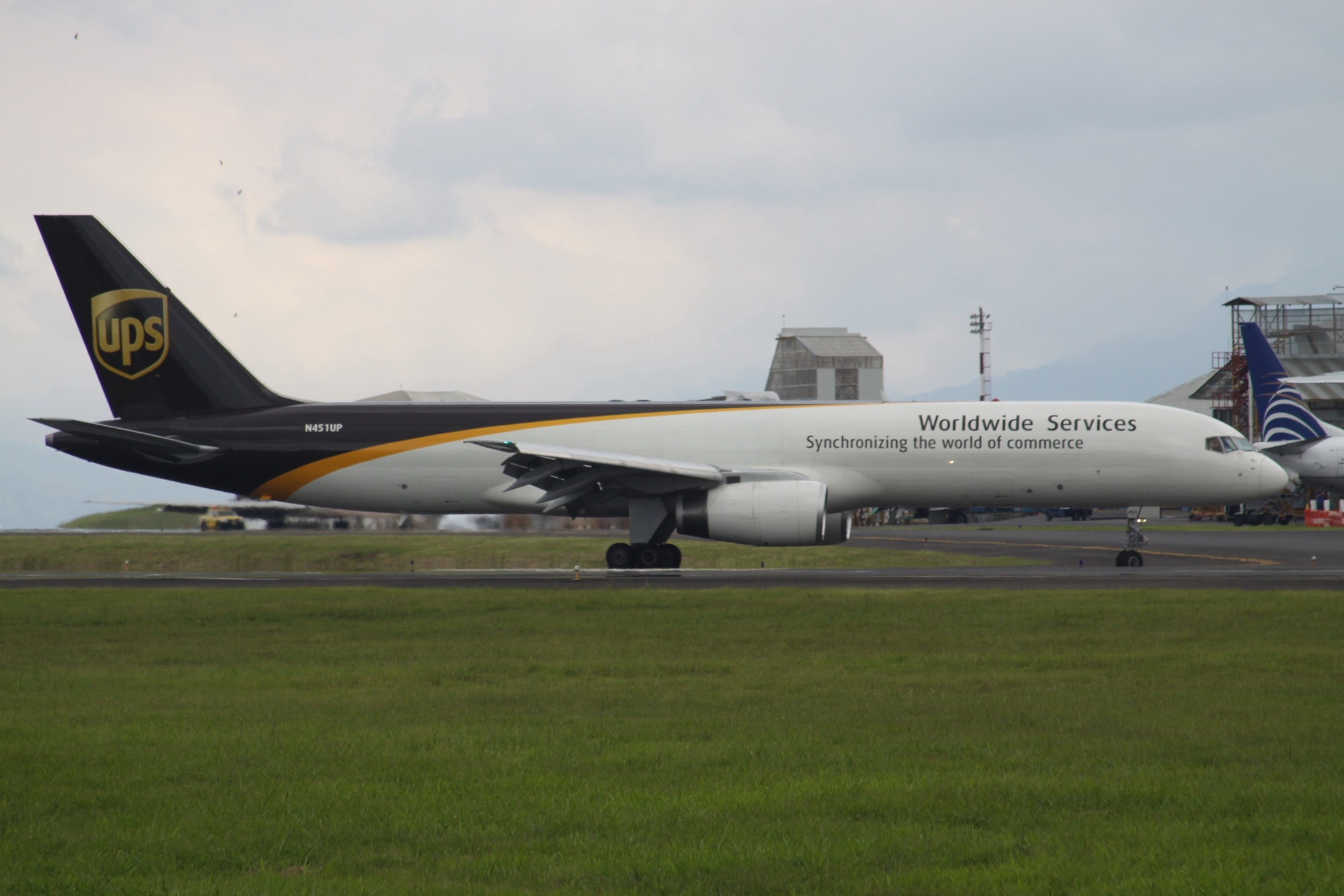
波音757-200PF
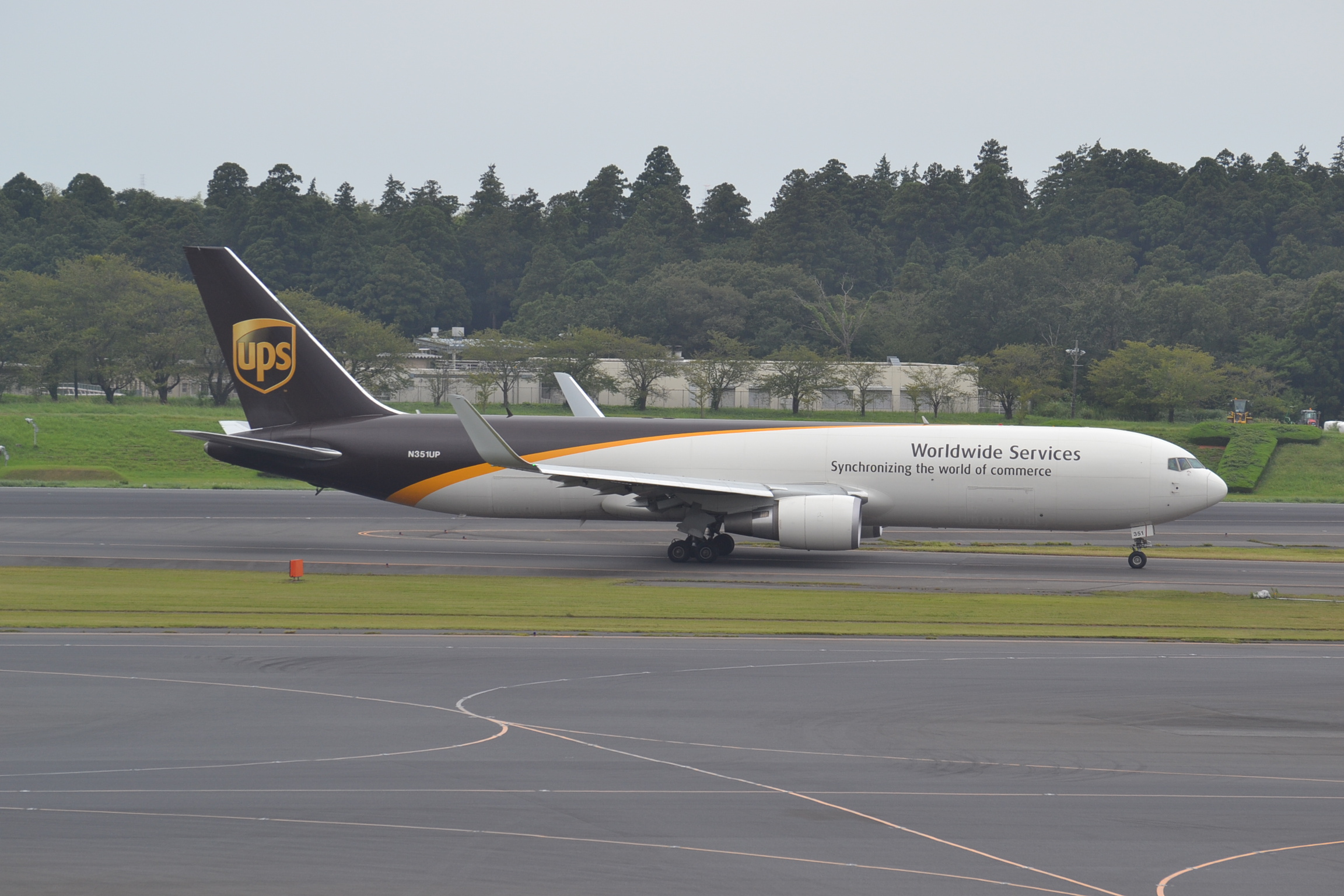
波音767-300F

## 退役機隊
- 空中巴士A300F4-600F
- 波音747-100F
- 波音747SRF
- 波音747-200F
- 道格拉斯DC-8 60/70

## 使用连续降落法节省燃油

降落法示意圖：紅色虛線為傳統降落法，綠色實線為連續降落法

UPS航空公司正在其基地世界港试验一种新的基于全球定位系统的飞机降落方法，称之为连续降落法（Continuous Descent Approach, CDA），用以取代传统的在空中盘旋并一步步逐渐下降，等待降落的方法。由于消除了传统方法中为了盘旋和逐级下降所采取的不断交替增减油门的操作，CDA的使用可以在飞机接近跑道和落地时降低时间和燃油上的消耗。该方法估计可以为每个航班平均节省250至465磅（110-210公斤）燃油。而CDA本身也是美国联邦航空局的“下一代”航空交通管制长期计划的一部分。

## 重大事故
- 1998年9月11日，UPS航空774号班机，从路易维尔国际机场起飞的波音767-300（机身编号N316UP）在得克萨斯州艾林顿飞机场降落时遭受严重毁坏。飞机降落时，当时机场正经历一场热带飓风，在强烈的顺风条件下飞机根本无法在湿滑的跑道上停住。在跑道上滑行时，飞机右侧的起落架突然爆裂，与此同时右引擎从机翼上脱落。该架飞机在经过了大修后重新投入使用。[10]
- 2005年6月7日，UPS航空6971号班机，从泰德·史蒂文斯安克雷奇國際機場起飞的麥道MD-11（机身编号N250UP）在路易维尔国际机场因为起落架崩裂而遭受严重毁坏。由于降落时机组人员意外地压低了机头，而且当时速度过快，使得前起落架承受了过大的压力，导致事故发生。该架飞机在经过了价值1000万美元的大修后才重新投入使用。[11]
- 2006年2月8日，UPS航空1307号班机，从哈茨菲尔德－杰克逊亚特兰大国际机场起飞的道格拉斯DC-8（机身编号N748UP）在费城国际机场被大火焚毁。在降落前，机组人员报告说货舱中的一个烟雾报警器启动。降落后，飞机货舱就燃起了大火，至今起火原因仍然不明。[12]
- 2010年9月3日，UPS航空6号班机，從香港國際機場經杜拜國際機場飛往科隆/波恩機場的波音747-400F（機身編號N571UP）從杜拜起飛後不久即因貨艙失火而墜毀，2名機組人員全部遇難。[13]
- 2013年8月14日，UPS航空1354号班机，從路易維爾國際機場往伯明罕－沙特爾斯沃思國際機場的空中巴士A300F4-622R（机身编号N155UP）在美國阿拉巴馬州伯明罕－沙特爾斯沃思國際機場進場時墜毀，正副駕駛罹難[14]
- 2025年8月13日，一架隸屬於UPS航空的5X61（B747-8F型）貨機在降落臺灣桃園國際機場時，受到楊柳颱風帶來的風切變及側風影響，在落地時4號引擎磨地，擦出火光，並造成4號發動機整流罩脫落[15]。

## 休假事件
- 2010年2月8日，UPS宣布了让至少300名飞行员在2010年和2011年无薪休假的计划，并且取消了之前于2009年与独立飞行员协会签订的协定。[16]

2010年7月，UPS已经让92名飞行员进行了无薪休假，而到2011年春天，这一数字计划将上升到总共300人。目前，UPS还没有对近200名非工会成员但取得飞行资格的管理人员执行休假计划。
正当UPS对其飞行员如火如荼地执行无薪休假计划时，独立飞行员协会却在呼吁让飞行员们避免加班，避免拿加班费。